# Weinberg bei Hohenwarthe
Koordinaten: 52° 12′ 58″ N, 11° 42′ 36″ O
Der Weinberg bei Hohenwarthe ist ein Naturschutzgebiet in der Einheitsgemeinde Möser im Landkreis Jerichower Land in Sachsen-Anhalt.
Das Naturschutzgebiet mit dem Kennzeichen NSG 0017 ist rund 5,41 Hektar groß. Es ist größtenteils Bestandteil des FFH-Gebietes „Elbaue zwischen Saalemündung und Magdeburg“ und vom Landschaftsschutzgebiet Umflutehle-Külzauer Forst umgeben. Das Gebiet steht seit 1939 unter Schutz (Datum der Verordnung: 1. April 1939). Das ursprünglich rund 28 Hektar große Naturschutzgebiet wurde 1978 auf seine heutige Größe verkleinert. Zuständige untere Naturschutzbehörde ist der Landkreis Jerichower Land.
Das Naturschutzgebiet liegt nordöstlich von Magdeburg im Biosphärenreservat Mittelelbe. Es stellt einen südwestexponierten und zur Elbaue abfallenden Steilhang des Weinberges unter Schutz. Auf dem Hang stocken verschiedene Waldgesellschaften. Im Süden stockt ein dichter Feldulmenwald, in dem die Feldulme aufgrund des Ulmensterbens allerdings nicht mehr vorhanden ist, sowie Hainbuchen-Feldulmenwald am Unter- und Mittelhang. An den Waldrändern zum Plateau des Weinberges wachsen vielfach Holundergebüsche. Im Norden sind auf Lößboden Haarfedergras-Steppenrasen und Fiederzwenkenrasen, u. a. mit Liegendem Ehrenpreis und Pyramidenschillergras, sowie auf Sandböden Silbergras- und Straußgrasfluren, u. a. mit Ohrlöffelleimkraut, Kelchsteinkraut und Steinnelke zu finden. Die Grasflächen verbuschen stark. Weiterhin befinden sich eine Streuobstwiese und kleinere Grünlandflächen im Naturschutzgebiet. Im feuchten Bereich eines Quellbereiches im Norden des Schutzgebietes siedeln Bitteres Schaumkraut und Blaugrüne Binse.
Das Naturschutzgebiet ist Lebensraum für zahlreiche Vögel, darunter Nachtigall und Kleinspecht. Es ist ferner Lebensraum für Dachs und Wildkaninchen.
Auf dem Plateau des Weinberges schließen sich landwirtschaftliche Nutzflächen an das Naturschutzgebiet an.